# باب گرین (تنیس‌باز)
 باب گرین (انگلیسی: Bob Green؛ زاده ۲۵ مارس ۱۹۶۰) یک تنیس‌باز اهل ایالات متحده آمریکا است.